# Watermark (The Weakerthans)
Watermark (Znak wodny) – minialbum kanadyjskiej grupy The Weakerthans wydany w 2001 roku.

## Lista utworów
1. "Watermark"
2. "Illustrated Bible Stories for Children" (live)
3. "The Last Last One" (live)